# 김아현 (배우)
김아현(1983년 3월 4일 ~ )은 대한민국의 배우이다.

## 학력
- 동국대학교 연기전공 학사

## 출연작

### 영화
- 《소통과 거짓말》 (2017년) - 학원 여선생 역
- 《걷기왕》 (2016년) - 경보본선대회선수 3 역
- 《열정같은소리하고있네》 (2015년) - 경영팀장 역
- 《늙은 자전거》 (2015년) - 사 순경 역
- 《스물 아홉살》 (2011년) - 가영 역
- 《히어로》 (2010년) - 시각장애인 역

### 드라마
- 《내 사랑 금지옥엽》 (2008년, KBS2)

## 수상
- 2003년 제5회 뉴스타 캐스팅 페스티벌 연기상